# Adams (Oregon)
Adams je město v okrese Umatilla County ve státě Oregon ve Spojených státech amerických. K roku 2010 zde žilo 350 obyvatel. S celkovou rozlohou 0,93 km² byla hustota zalidnění 376,34 obyvatel na km².